# Суворов, Константин Аркадьевич
Светлейший князь (c 1851) Константин Аркадьевич Суворов (6 ноября 1809, Санкт-Петербург — 25 января 1878, там же) — гвардии полковник, гофмейстер Высочайшего двора. Внук генералиссимуса А. В. Суворова.

## Биография
Младший сын Аркадия Александровича Суворова от брака его с Еленой Александровной Нарышкиной. Крестник А. Л. Нарышкина и М. А. Нарышкиной.
Вместе со старшим братом Александром обучался в иезуитском пансионе в Петербурге, затем в школе знаменитого швейцарского педагога Фелленберга в Гофвиле, около Берна. Был талантливым музыкантом и автором многих вальсов и по-французски говорил лучше, чем по-русски.
Службу начал в апреле 1828 года, камер-юнкер (1831). В марте 1849 года был назначен адъютантом к родственнику, Новороссийскому генерал-губернатору князю М. С. Воронцову. В 1849 году, в чине полковника гвардии, был назначен адъютантом для особых поручений при московском военном губернаторе графе А. А. Закревском, который был другом и сослуживцем его отца в 1810—1811 годах.
С 1 марта 1855 года асессор комиссии военного суда при Московском ордонанс-гаузе с зачислением по армии. Оставив военную службу, перешел в гражданскую, а затем из гражданской в придворную. Состоял при министерстве внутренних дел, действительный статский советник (06.01.1857), камергер (1857) и гофмейстер Высочайшего двора (30.08.1865). Занимаясь благотворительностью, исполнял должность директора комитета С.-Петербургского Общества попечительства о тюрьмах.
Был женат с 22 апреля 1845 года на Елизавете Алексеевне Хитрово (12.02.1822—22.02.1859), дочери сенатора А. З. Хитрово. Брак был бездетным. Умерла в 37 лет в Петербурге от рака груди.
Был похоронен в Александро-Невской лавре на Тихвинском кладбище, рядом с супругой; могила не сохранилась.